# Antemnati

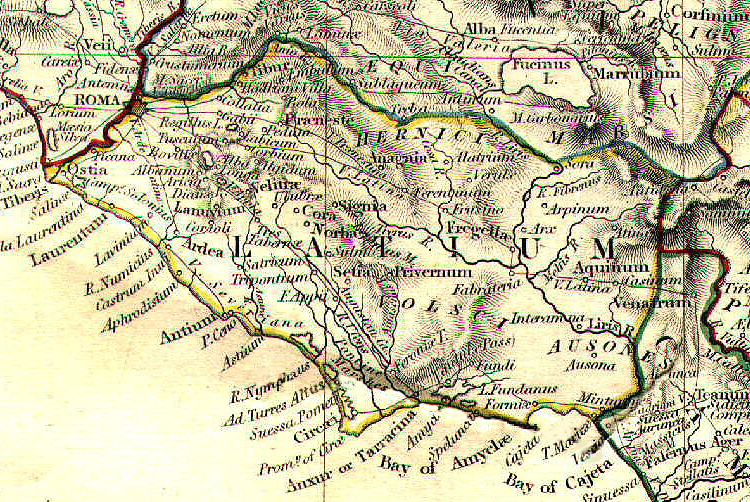
Il Latium vetus con le città di Caenina, Antemnae, Crustumerium, Medullia, Fidene e Veio, prime rivali della Roma di Romolo.

Gli Antemnati erano un popolo dell'Italia preromana stanziato nei pressi di Roma. 

## Origine
Inclusa da Plinio il Vecchio nella sua lista di città scomparse del Latium vetus, per Plutarco erano di origine sabina.

## Storia
La loro capitale era il villaggio di Antemnae (dal latino ante amnes, "davanti ai fiumi") fu una città identificata sul monte omonimo all'interno di Villa Ada (Monte Antenne, alla confluenza tra i fiumi Tevere ed Aniene.
Furono assorbiti dai Romani, dopo la vittoria che Romolo, il primo re di Roma, ottenne nel 752-751 a.C.

### La Battaglia
Secondo la leggenda, gli Antemnati, come anche i Ceninensi, i Crustumini e i Curiti Sabini, furono colpiti dal tradimento dei romani, noto come il ratto delle Sabine. 
Mentre i Romani combattevano contro i Ceninensi, primi tra i popoli traditi a reagire contro Roma, gli Antemnati invasero il territorio di Roma. I romani però reagirono prontamente e gli Antemnati furono sconfitti facilmente. La loro città fu presa d'assalto ed occupata, portando Romolo a celebrare una seconda ovatio.
 

Ancora i Fasti trionfali ricordano sempre per l'anno 752/751 a.C.: 
(Fasti trionfali, 2 anni dalla fondazione di Roma Fasti Triumphales : Roman Triumphs.)